# Drypetes comorensis
Drypetes comorensis là một loài thực vật có hoa trong họ Putranjivaceae. Loài này được (Baill.) Pax & K.Hoffm. mô tả khoa học đầu tiên năm 1922.